# 佐山泰三
佐山 泰三 (さやまたいぞう、1956年12月13日 - ) は、日本の元俳優、元声優、実業家、脚本家、演出家。
現在 サンモールスタジオ 代表取締役。

## 来歴
日本大学芸術学部演劇学科中退。
1967年「橋のない川」映画デビュー。ドラマ「アイウエオ」で初出演果たす。1969年にはNHKからくり儀右衛門で主演を果たす。1972年東宝映画8,15シリーズ「海軍特別年少兵」、2003年にドラマ「京都金沢一寸法師殺人事件」で脚本。
現在は新宿にある劇場「サンモールスタジオ」の経営をする傍ら脚本家、演出家等で活動している。

## 出演

### 吹き替え
- わが谷は緑なりき(テレビ版)-ヒュー（末っ子）役
- 大人は判ってくれないルネ・ビジェー（親友)役

### 映画
- 海軍特別年少兵(1972年8月12日公開-江並洋一役[7]
- 帰ってきた若大将(1981年公開)-瀬尾役[8]
- 駅 STATION(1981年公開)-留萌巡査役[9]
- 南極物語(1983年公開)-第2次南極越冬隊員役[10]

### ドラマ
- アイウエオ（15話）
- からくり儀右衛門 - （1969年4月12日 - 1970年4月4日）主演
- 宮本武蔵（1970年10月7日 - 1971年3月31日）
- にっぽんのパパ（1970年10月25日放送)
- 春の坂道 - （1971年1月3日 - 12月26日） - 荒木又右衛門役
- 国盗り物語 - （1973年1月7日 - 12月23日） - 石田三成42話、43話、45話出演
- 暁はただ銀色（1973年4月2日 - 4月11日）
- 太陽にほえろ!（第81回、489回出演)
- 霧の湖 - （1974年9月9日 - 9月18日）
- 刑事くん第四部(1976年6月7日 - 11月29日）(9話出演)
- 11人いる！（1977年1月2日）タダ役
- 銀河テレビ小説（NHK）
  - 昭和の青春シリーズ3 春の谷間（1977年） -  青山英一
- 新・木枯し紋次郎（15話出演)
- 白い峠（1977年10月31日 - 12月１日）
- 黄金の日日（12話出演)法林坊役
- 七人の刑事 (20話出演)
- 姿三四郎 - （1978年10月7日 - 1979年3月31日）新関虎之助役
- 俺たちは天使だ（ゲスト、村田良幸役)
- 戦後最大の誘拐・吉展ちゃん事件（1979年6月30日）
- 愛しい女（4話出演)